# مرمر سبز
مرمر سبز یا مالاکیت (به انگلیسی: Malachite) با فرمول شیمیایی Cu2[(OH)2 - CO3] از مجموعه کانی هاست و از واژة یونانی Malakhe به معنای پنیرک که رنگ آن سبز است گرفته شده است.
محلول در HCl - در حرارت شعله اسید را رنگین می‌کند.
CuO:71.95% CO2:19.9% H2O:۸٫۱۵٪
از نظر شکل بلور: منشوری،
رنگ: سبز تا سبز تیره،
شفافیت: نیمه‌کدر،
شکستگی: صدفی،
جلا: شیشه‌ای – چرب،
رخ: ناقص،
سیستم تبلور: مونوکلینیک و در رده‌بندی کربنات است. همچنین خاصیت مغناطیسی ندارد و منشأ تشکیل آن ثانوی است.
همایند کانی‌شناسی (پارانژ) آن چگالی - اشعه X و واکنش‌های شیمیایی کریزوکول، روزازیت، پزویدومالاکیت، کویور، کوپریت، کالکوپیریت، آزوریت و جُز اینهاست.
از نظر ژیزمان بلوری، توده‌ای، رسوبی، پسودومرف‌های رشته‌ای فراوان است و بیشتر در غرب آلمان، فرانسه، رومانی، روسیه، آمریکا، زئیر، نامبیا یافت می‌شود.

## نگارخانه

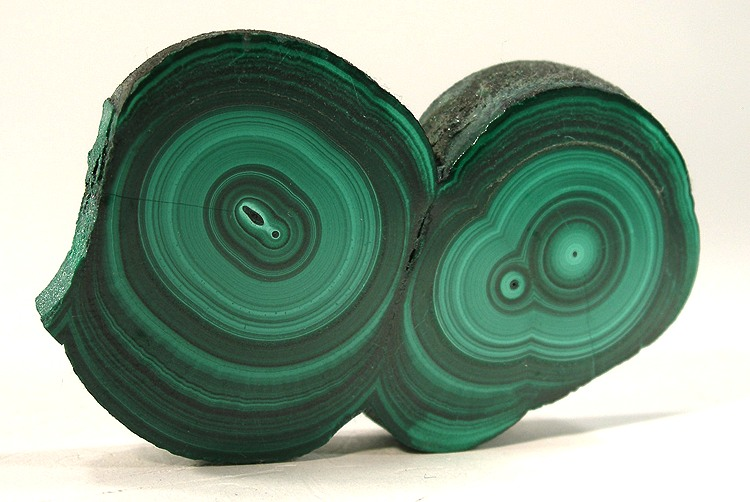
برشی از چکنده دوگانه از جمهوری دموکراتیک کنگو. اندازه ۵٫۹ × ۳٫۹ × 0.7 cm.
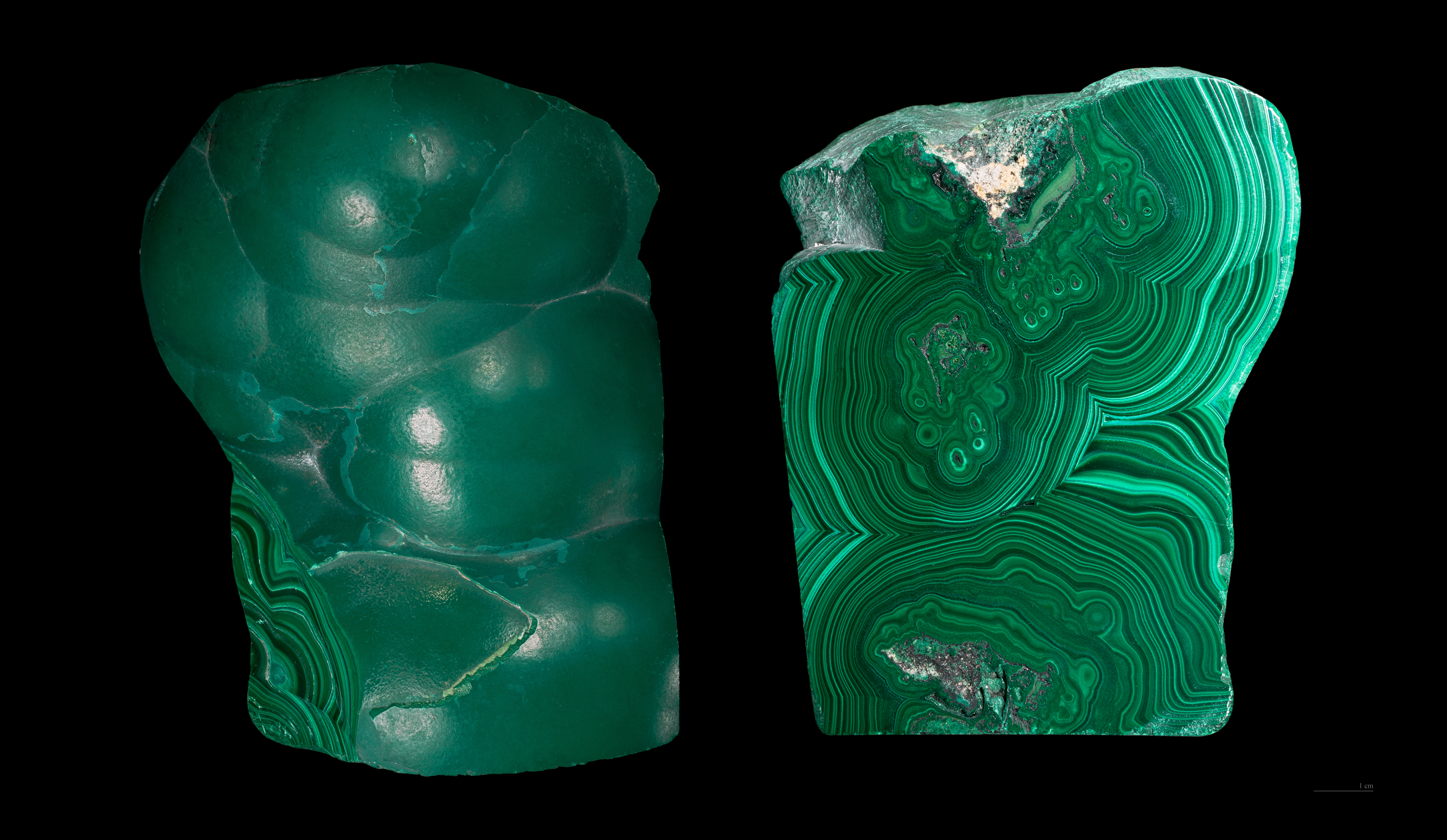
مالاکیت جلا داده شده، از جمهوری دموکراتیک کنگو
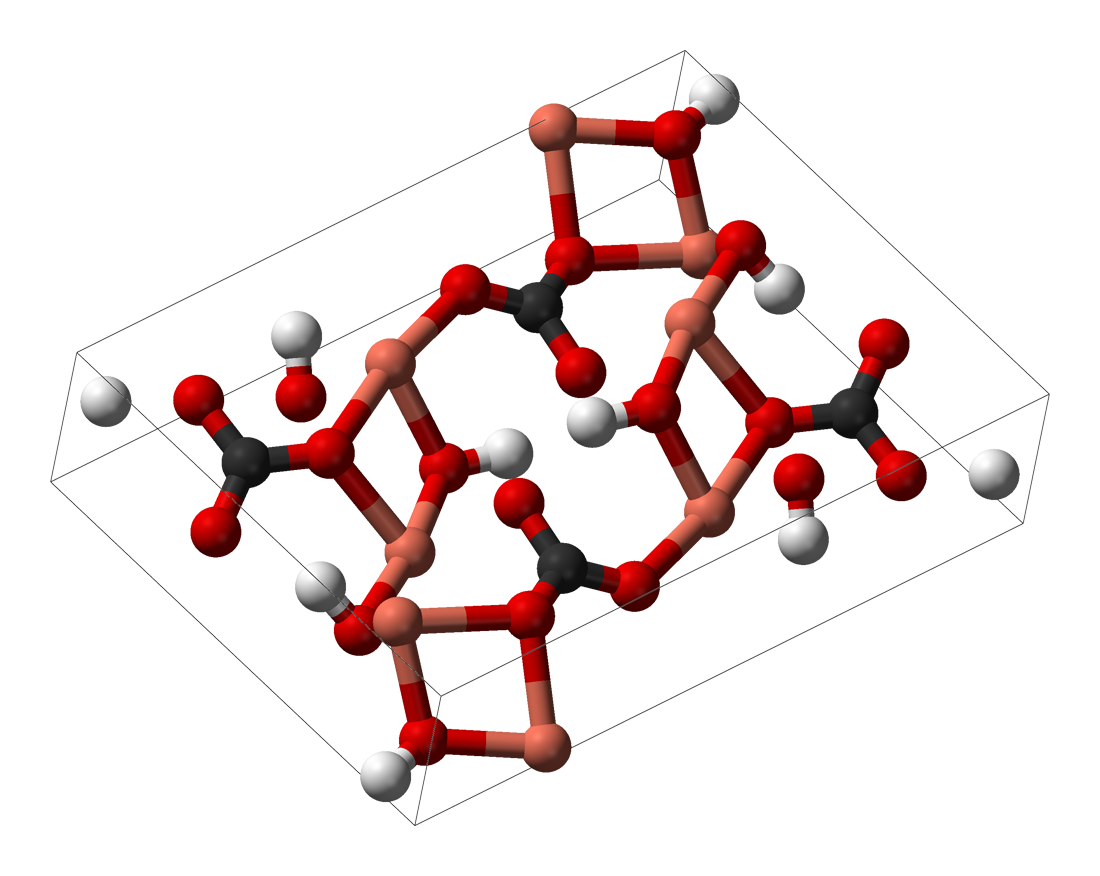
مدل گلوله و میله از ساختار بلوری مالاکیت
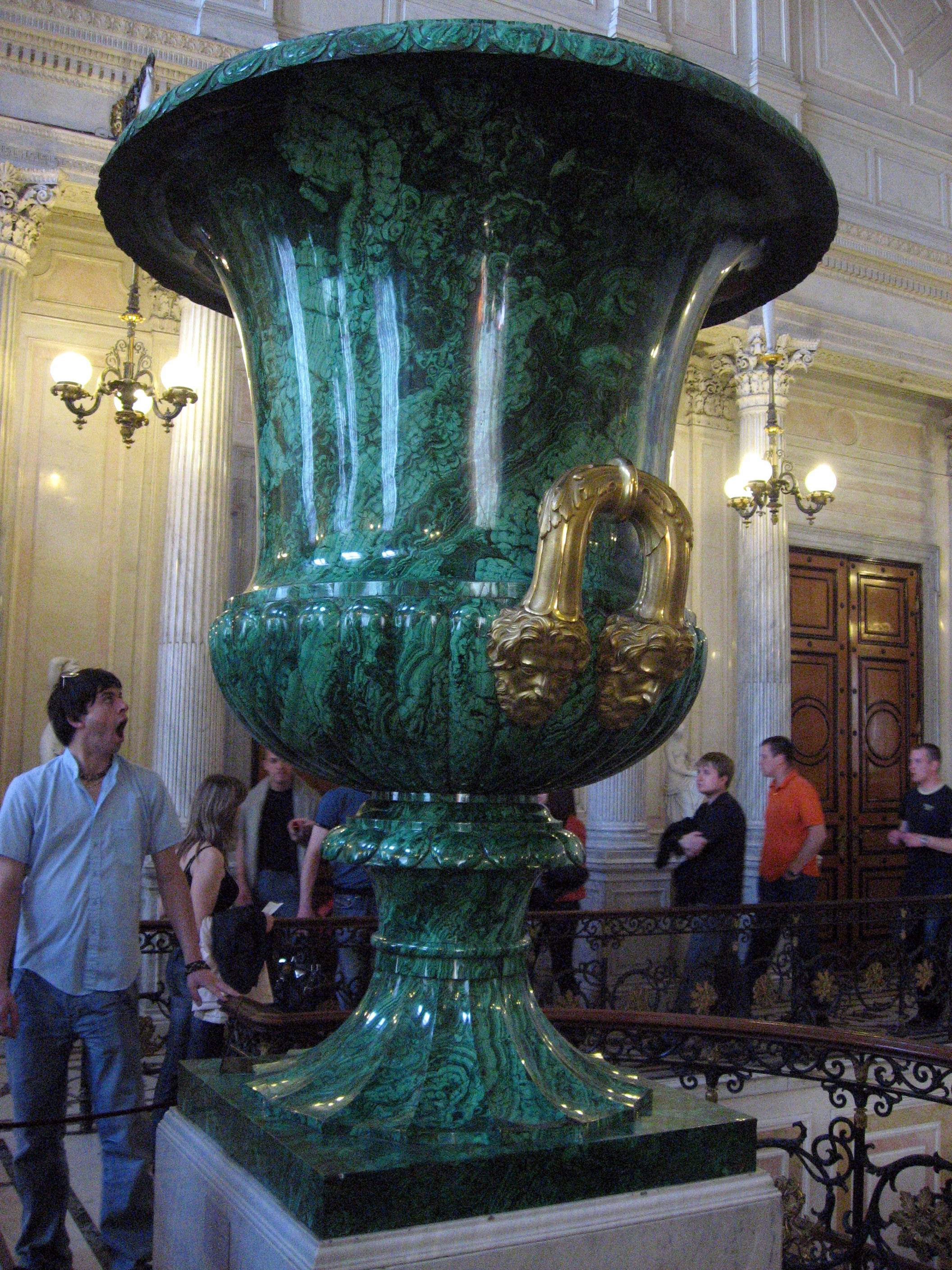
گلدان نئوکلاسیک از جنس مالاکیت در موزه ارمیتاژ
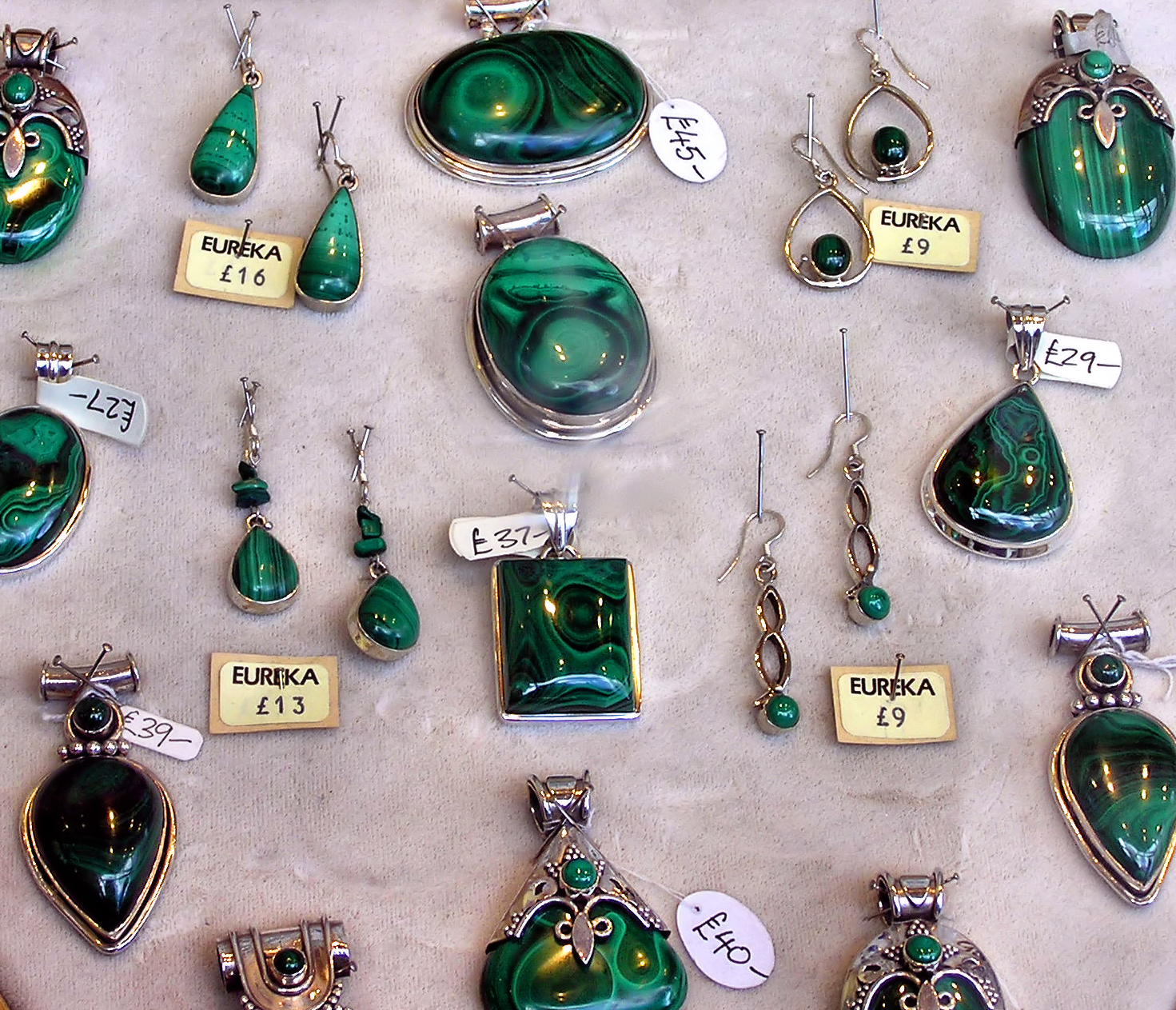
زیورآلات مالاکیتی در لندن
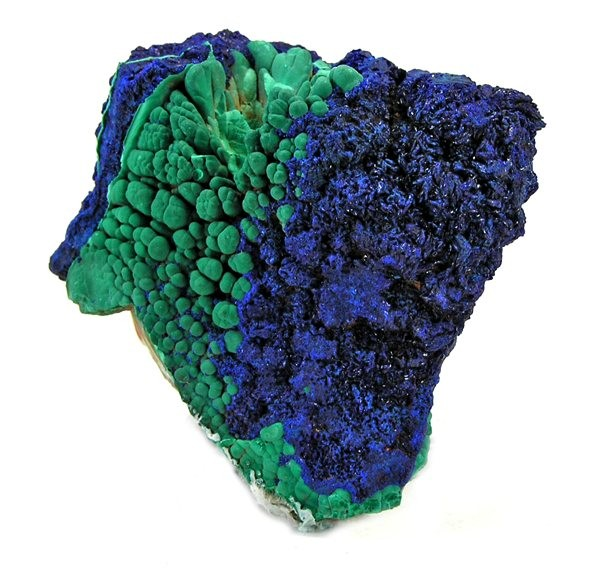
ملاکیت و آزوریت. از آریزونا. اندازه ۴٫۴×۴٫۱×2.2 cm.
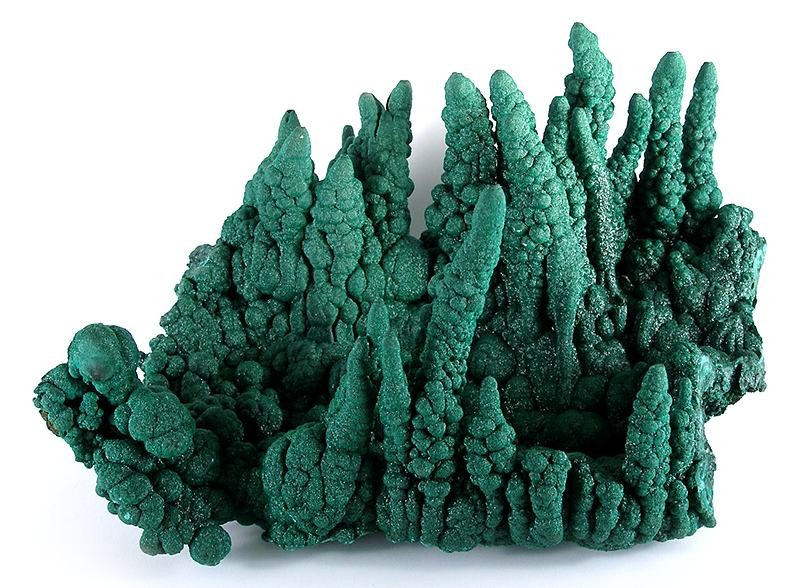
چکنده‌های مالاکیتی (ارتفاع تا ۹ cm)، از معدن‌های جمهوری دموکراتیک کنگو. اندازه: ۲۱٫۶×۱۶٫۰×11.9 cm.
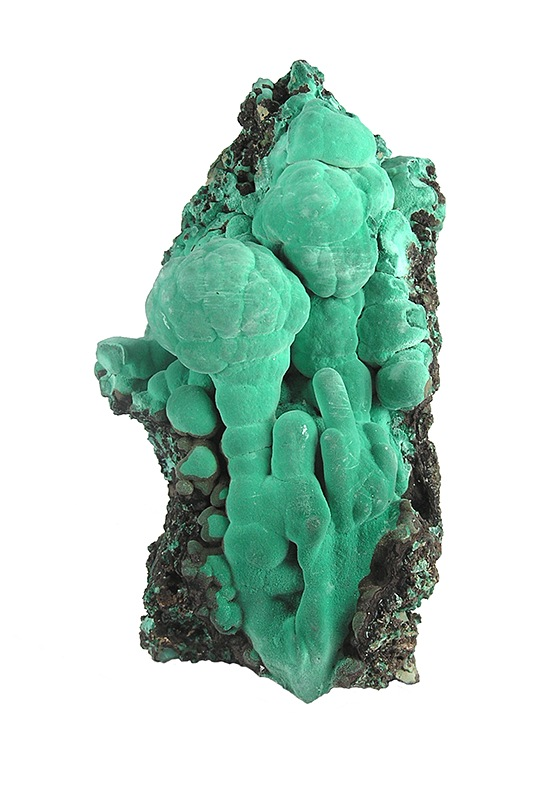